# Đại Hồng
Đại Hồng là một xã thuộc huyện Đại Lộc, tỉnh Quảng Nam, Việt Nam.

## Địa lý
Xã Đại Hồng nằm ở phía tây của huyện Đại Lộc, có vị trí địa lý:
- Phía bắc giáp xã Đại Đồng
- Phía đông giáp xã Đại Phong
- Phía tây giáp huyện Nam Giang
- Phía tây bắc giáp xã Đại Lãnh.

Xã Đại Hồng có diện tích 51,94 km², dân số năm 2019 là 9.184 người, mật độ dân số đạt 177 người/km².
Tổng diện tích đất 5.121, chủ yếu là đất rừng và một phần đất nông nghiệp.
Đất đai ở Đại Hồng bao gồm các loại đất cát, đất phù sa, đất xám bạc màu, đất đỏ vàng.
Sông Vu Gia chảy qua xã theo hướng Tây - Đông.

## Hành chính
Xã Đại Hồng được chia thành 10 thôn: Ngọc Thạch, Hà Vy, Ngọc Kinh Đông, Ngọc Kinh Tây, Lập Thuận, Phước Lâm, Dục Tịnh, Đông Phước, Hòa Hữu Đông, Hòa Hữu Tây.

## Du lịch

Khe Lim

- Khe Lim

- Khe Bò
- Khe Đá Trãi
- Bằng Am
- Khe Đá